# La febre de Petrov
La febre de Petrov (originalment en rus, Петровы в гриппе; romanitzat com a Petrovi v grippe) és una pel·lícula de comèdia dramàtica de crim del 2021 escrita i dirigida per Kiril Serébrennikov, que es va basar en la novel·la d'Aleksei Sàlnikov Petrovi v grippe i vokrug nego. S'ha subtitulat al català.
El rodatge va començar l'octubre de 2019, va tenir lloc a Moscou i a Iekaterinburg i es va acabar el gener de 2020. El juny de 2021, la pel·lícula va ser seleccionada per competir per la Palma d'Or al Festival de Canes de 2021, on va guanyar el Premi Vulcan de fotografia.

## Sinopsi
Petrov és un mecànic d'automòbils al Iekaterinburg postsoviètic. Està separat de la seva dona, bibliotecària, i junts tenen un fill. Just abans de començar l'any nou, la seva família es posa malalta de grip. Llavors coneix un enganyador anomenat Ígor que pot barrejar el món dels vius i els morts. La família Petrov comença a patir al·lucinacions surrealistes i la línia entre la realitat i les al·lucinacions comença a desaparèixer.

## Repartiment
- Semion Serzin com a Serguei Petrov
- Txulpan Khamàtova com a Nurlinissa Petrova, la dona separada d'en Serguei Petrov
- Vladislav Semiletkov com el fill d'en Serguei Petrov
- Iuri Kolokólnikov com a veí d'en Serguei Petrov
- Ivan Dorn com a Serguei, amic d'en Serguei Petrov i aspirant a escriptor
- Iuri Boríssov com a Saixa, l'amic de la infància d'en Serguei Petrov
- Iúlia Peressild com a Marina, la snegúrotxka de la memòria d'infància d'en Serguei Petrov
- Aleksandr Ilín com a Viktor Mikhailovitx, germà de la Marina

Els papers acreditats addicionals van ser interpretats pel raper Husky, l'actor Timofei Tribúntsev i l'actriu Marina Klesxova.